# Conop (rijeka)
Conop (mađ. Konop-patak) je rijeka u Rumunjskoj, desni pritok Moriša. Ulijeva se u Moriš u selu Conop. Duljina joj je 11 km, a površina porječja 25 km2.